# Canoagem nos Jogos Olímpicos de Verão de 2000
A canoagem nos Jogos Olímpicos de Verão de 2000 foi realizada em Sydney, na Austrália, com dezesseis eventos disputados.

## Eventos da canoagem
Masculino:

Velocidade:
 C-1 500 metros | C-1 1000 metros | C-2 500 metros | C-2 1000 metros | K-1 500 metros | K-1 1000 metros | K-2 500 metros | K-2 1000 metros | K-4 1000 metros

Slalom:
 C-1 | C-2 | K-1
Feminino:

Velocidade:
 K-1 500 metros | K-2 500 metros | K-4 500 metros 

Slalom:
 K-1

## Masculino

### Canoagem de velocidade

#### C-1 500 metros masculino
| Pos. | País           | Atletas         | Tempo    |
| ---- | -------------- | --------------- | -------- |
|      | Hungria (HUN)  | György Kolonics | 2m24.813 |
|      | Rússia (RUS)   | Maxim Opalev    | 2m25.809 |
|      | Alemanha (GER) | Andreas Dittmer | 2m27.591 |

#### C-1 1000 metros masculino
| Pos. | País           | Atletas              | Tempo    |
| ---- | -------------- | -------------------- | -------- |
|      | Alemanha (GER) | Andreas Dittmer      | 3m54.379 |
|      | Cuba (CUB)     | Ledys Frank Balceiro | 3m56.071 |
|      | Canadá (CAN)   | Stephen Giles        | 3m56.437 |

#### C-2 500 metros masculino
| Pos. | País          | Atletas                              | Tempo    |
| ---- | ------------- | ------------------------------------ | -------- |
|      | Hungria (HUN) | Ferenc Novák Imre Pulai              | 1m51.284 |
|      | Polônia (POL) | Daniel Jędraszko Paweł Baraszkiewicz | 1m51.536 |
|      | Romênia (ROM) | Mitică Pricop Florin Popescu         | 1m54.260 |

#### C-2 1000 metros masculino
| Pos. | País           | Atletas                        | Tempo    |
| ---- | -------------- | ------------------------------ | -------- |
|      | Romênia (ROM)  | Mitică Pricop Florin Popescu   | 3m37.355 |
|      | Cuba (CUB)     | Ibrahim Rojas Leobaldo Pereira | 3m38.753 |
|      | Alemanha (GER) | Stefan Uteß Lars Kober         | 3m41.129 |

#### K-1 500 metros masculino
| Pos. | País           | Atletas          | Tempo    |
| ---- | -------------- | ---------------- | -------- |
|      | Noruega (NOR)  | Knut Holmann     | 1m57.847 |
|      | Bulgária (BUL) | Petar Merkov     | 1m58.393 |
|      | Israel (ISR)   | Michael Kolganov | 1m59.563 |

#### K-1 1000 metros masculino
| Pos. | País               | Atletas      | Tempo    |
| ---- | ------------------ | ------------ | -------- |
|      | Noruega (NOR)      | Knut Holmann | 3m33.269 |
|      | Bulgária (BUL)     | Petar Merkov | 3m34.649 |
|      | Grã-Bretanha (GBR) | Tim Brabants | 3m35.057 |

#### K-2 500 metros masculino
| Pos. | País            | Atletas                       | Tempo    |
| ---- | --------------- | ----------------------------- | -------- |
|      | Hungria (HUN)   | Zoltán Kammerer Botond Storcz | 1m47.055 |
|      | Austrália (AUS) | Andrew Trim Daniel Collins    | 1m47.895 |
|      | Alemanha (GER)  | Ronald Rauhe Tim Wieskötter   | 1m48.771 |

#### K-2 1000 metros masculino
| Pos. | País          | Atletas                           | Tempo    |
| ---- | ------------- | --------------------------------- | -------- |
|      | Itália (ITA)  | Beniamino Bonomi Antonio Rossi    | 3m14.461 |
|      | Suécia (SWE)  | Markus Oscarsson Henrik Nilsson   | 3m16.075 |
|      | Hungria (HUN) | Krisztián Bártfai Krisztián Veréb | 3m16.357 |

#### K-4 1000 metros masculino
| Pos. | País           | Atletas                                                               | Tempo    |
| ---- | -------------- | --------------------------------------------------------------------- | -------- |
|      | Hungria (HUN)  | Ákos Vereckei Gábor Horváth Zoltán Kammerer Botond Storcz             | 2m55.188 |
|      | Alemanha (GER) | Jan Schäfer Mark Zabel Björn Bach Stefan Ulm                          | 2m55.704 |
|      | Polônia (POL)  | Grzegorz Kotowicz Adam Seroczyński Dariusz Białkowski Marek Witkowski | 2m57.192 |

### Canoagem slalom

#### C-1 masculino
| Pos. | País             | Atletas         | Pontos |
| ---- | ---------------- | --------------- | ------ |
|      | França (FRA)     | Tony Estanguet  | 231,87 |
|      | Eslováquia (SVK) | Michal Martikán | 233,76 |
|      | Eslováquia (SVK) | Juraj Minčík    | 234,22 |

#### C-2 masculino
| Pos. | País                  | Atletas                                  | Pontos |
| ---- | --------------------- | ---------------------------------------- | ------ |
|      | Eslováquia (SVK)      | Pavol Hochschorner Peter Hochschorner    | 237,74 |
|      | Polônia (POL)         | Krzysztof Kołomański Michał Staniszewski | 243,81 |
|      | República Checa (CZE) | Marek Jiras Tomáš Máder                  | 249,45 |

#### K-1 masculino
| Pos. | País               | Atletas            | Pontos |
| ---- | ------------------ | ------------------ | ------ |
|      | Alemanha (GER)     | Thomas Schmidt     | 217,25 |
|      | Grã-Bretanha (GBR) | Paul Ratcliffe     | 223,71 |
|      | Itália (ITA)       | Pierpaolo Ferrazzi | 225,03 |

## Feminino

### Canoagem de velocidade

#### K-1 500 metros feminino
| Pos. | País            | Atletas         | Tempo    |
| ---- | --------------- | --------------- | -------- |
|      | Itália (ITA)    | Josefa Idem     | 2m13.848 |
|      | Canadá (CAN)    | Caroline Brunet | 2m14.646 |
|      | Austrália (AUS) | Katrin Borchert | 2m15.138 |

#### K-2 500 metros feminino
| Pos. | País           | Atletas                          | Tempo    |
| ---- | -------------- | -------------------------------- | -------- |
|      | Alemanha (GER) | Birgit Fischer Katrin Wagner     | 1m56.996 |
|      | Hungria (HUN)  | Katalin Kovács Szilvia Szabó     | 1m58.580 |
|      | Polônia (POL)  | Beatą Sokołowską Aneta Pastuszka | 1m58.784 |

#### K-4 500 metros feminino
| Pos. | País           | Atletas                                                 | Tempo    |
| ---- | -------------- | ------------------------------------------------------- | -------- |
|      | Alemanha (GER) | Anett Schuck Birgit Fischer Manuela Mucke Katrin Wagner | 1m34.532 |
|      | Hungria (HUN)  | Rita Kőbán Katalin Kovács Szilvia Szabó Erzsébet Viski  | 1m34.946 |
|      | Romênia (ROM)  | Raluca Ioniţă Mariana Limbău Elena Radu Sanda Toma      | 1m37.010 |

### Canoagem slalom

#### K-1 feminino
| Pos. | País                  | Atletas             | Pontos |
| ---- | --------------------- | ------------------- | ------ |
|      | República Checa (CZE) | Štěpánka Hilgertová | 247,04 |
|      | França (FRA)          | Brigitte Guibal     | 251,88 |
|      | França (FRA)          | Anne-Lise Bardet    | 254,77 |

## Quadro de medalhas da canoagem
| Ordem | País                | Medalha de ouro | Medalha de prata | Medalha de bronze | Total |
| ----- | ------------------- | --------------- | ---------------- | ----------------- | ----- |
| 1     | HUN Hungria         | 4               | 2                | 1                 | 7     |
| 2     | GER Alemanha        | 4               | 1                | 3                 | 8     |
| 3     | ITA Itália          | 2               | 0                | 1                 | 3     |
| 4     | NOR Noruega         | 2               | 0                | 0                 | 2     |
| 5     | SVK Eslováquia      | 1               | 1                | 1                 | 3     |
| 5     | FRA França          | 1               | 1                | 1                 | 3     |
| 7     | ROM Romênia         | 1               | 0                | 2                 | 3     |
| 8     | CZE República Checa | 1               | 0                | 1                 | 2     |
| 9     | POL Polônia         | 0               | 2                | 2                 | 4     |
| 10    | BUL Bulgária        | 0               | 2                | 0                 | 2     |
| 10    | CUB Cuba            | 0               | 2                | 0                 | 2     |
| 12    | AUS Austrália       | 0               | 1                | 1                 | 2     |
| 12    | CAN Canadá          | 0               | 1                | 1                 | 2     |
| 12    | GBR Grã-Bretanha    | 0               | 1                | 1                 | 2     |
| 15    | RUS Rússia          | 0               | 1                | 0                 | 1     |
| 15    | SWE Suécia          | 0               | 1                | 0                 | 1     |
| 17    | ISR Israel          | 0               | 0                | 1                 | 1     |